# Munditia manawatawhia
Munditia manawatawhia es una especie de molusco gasterópodo de la familia Liotiidae. 

## Distribución geográfica
Se encuentra en las islas Three Kings de Nueva  Zelanda.